# Softax
Softax – polskie przedsiębiorstwo tworzące finansowe systemy informatyczne o wysokiej wydajności i skalowalności.

## Działalność
Softax specjalizuje się w budowaniu i dostarczaniu rozwiązań z zakresu bankowości kanałowej, systemów bankowych, systemów transakcyjnych oraz systemów obsługujących karty płatnicze i transakcje kartowe. Softax jest też dostawcą systemów bankowości elektronicznej działających w chmurze.
Softax dostarcza oprogramowanie i usługi dla największych instytucji finansowych, telekomunikacyjnych oraz transportowych, m.in. PKO Bank Polski, Bank Pekao SA, PZU, Alior Bank, BNP Paribas, Crédit Agricole Bank, UniCredit, Bank Pocztowy, Volkswagen Financial Services, KIR, Kredobank, Polski Standard Płatności, IT Card.
Przedsiębiorstwo od początku swojej działalności wprowadza rozwiązania w oparciu o architekturę SOA, zbieżną z architekturą mikrousług.
Firma zatrudnia ponad 120 pracowników – programistów, analityków, testerów, grafików oraz menedżerów. Spółkami informatycznymi zależnymi od Softax są STX Next i Softmaks.pl.
W dostarczanych przez firmę rozwiązaniach wykorzystywane są technologie C++, Rust, Python, JavaScript, React, Angular, Objective-C, Swift, Java, Kotlin i inne.
Zakres działalności firmy obejmuje:
- Kompleksowe systemy bankowości elektronicznej
- Systemy kartowe
- Systemy antyfraudowe
- Systemy automatycznej sprzedaży
- Systemy wspierające duże organizacje
- Systemy klasy enterprise
- Systemy bankowe w chmurze
- Aplikacje mobilne

## Historia
Spółkę w 1993 roku założył Ryszard Srokosz, który pozostaje jej prezesem i właścicielem. Firma pracowała przy wspólnych projektach z potentatami branży IT – Digital Equipment Corporation (obecnie Hewlett-Packard) czy Microsoft.
Softax jako jedna z pierwszych firm w Polsce udostępniała rozwiązania z zakresu bankowości elektronicznej tworząc innowacyjne produkty, m.in. system bankowości kanałowej w Handlobanku (1998 r.), czy Inteligo – pierwszy, działający w pełni wirtualnie, bank polski (2001 r.).
W 2012 r. Softax opracował system automatycznej sprzedaży produktów kredytowych i leasingowych SFO. Dwa lata później firma udostępniła system płatności mobilnych na platformie Androida w technologii HCE. Był to wówczas drugi tego typu system na świecie. W 2016 r. w Softax powstało pierwsze na świecie wdrożenie HCE na Windows 10 Mobile (dla Pekao SA).
W 2017 r. Softax zrealizował projekt Telecom Banking w Rumunii – jako wspólne przedsięwzięcie Alior Banku i T-Mobile Romania. W 2020 r. bank Pekao SA przy współpracy z Softax wydał nową wersję systemu transakcyjnego – PeoPay 3.0.

## Innowacje i osiągnięcia
- 2020 – Zgodność rozwiązań Softax z Kubernetes i OpenShift(inne języki) oraz udane certyfikacje inżynierów
- 2019 – PSD2 dla PKO Banku Polskiego – obsługa standardu PolishAPI, zgód i tokenów
- 2018 – Innowacyjny sposób otwierania konta w banku Pekao SA, za pomocą "selfie"w aplikacji PeoPay[9]
- 2018 – Pierwsze w Polsce wdrożenie Apple Pay[10]
- 2017 – Powstanie nowego banku Telecom Banking w Rumunii, dzięki współpracy Alior Bank i T-Mobile Romania[11]
- 2017 – Hybrydowa aplikacja mobilna PeoPay z odciskiem palca i wielowalutowością[12]
- 2016 – Pierwsze na świecie HCE na Windows 10 przy współpracy z Pekao SA[13]
- 2015 – Rozwiązanie do obsługi e-commerce BLIK dla Polskiego Standardu Płatności SA
- 2015 – Pierwsza w Polsce karta wielowalutowa Pekao SA[14]
- 2014 – Pierwszy w Polsce system płatności mobilnych w technologii HCE dla Pekao SA[15]
- 2014 – Systemy Softax oferujące wsparcie w obszarze cross-selling i up-selling w kanałach elektronicznych
- 2014 – Stworzenie systemu Advantica z ideą powielana w wielu systemach bankowości www i mobile, dostępu klienta do stanu własnych środków, kontrolowania płatności, wspierania on-line klienta przy operacjach finansowych
- 2013 – PeoPay – system mobilnych płatności w banku Pekao SA[16]
- 2012 – Uruchomienie kart Prepaid na Euro2012 dla PekaoSA[17]
- 2011 – Pierwsze w Polsce elektroniczne umowy kredytu odnawialnego Inteligo zawierane zdalnie z użyciem podpisu kwalifikowanego
- 2010 – Pierwsze transakcje polską kartą płatniczą MasterCard PKO Banku Polskiego na karcie SIM w telefonie[18]
- 2009 – iPKO Junior w oparciu o rozwiązania UX-owe w kanałach elektronicznych
- 2008 – Pierwszy w Polsce CAP-Token dla klienta korporacyjnego PKO Banku Polskiego
- 2008 – Inteligo lajt – pierwszy w Polsce serwis transakcyjny na telefon z ekranem dotykowym
- 2007 – Usługi dodane do rachunku bankowego – sprzedaż ubezpieczeń PZU i obsługa transakcji TFI bezpośrednio w serwisie transakcyjnym
- 2005 – Usługi doładowania kont pre-paid Inteligo Era GSM – pierwsza w Polsce usługa dodana do rachunku bankowego wraz z wystawianiem e-faktury z podpisem kwalifikowanym PKI
- 2002 – SIM Application Toolkit – pierwsza aplikacja bankowa na telefon[19]
- 2001 – SMS Online dla Citibank i Inteligo[20]

## Nagrody
- PeoPay laureatem nagrody EFMA-Accenture Distribution&Marketing Innovation Awards 2018[21]
- Lider 2016 miesięcznika Gazeta Bankowa – nagroda za bankowość kanałową (Alior/T-Mobile Usługi Bankowe). Drugie miejsce w kategorii „Bankowość i Finanse” za nową bankowość mobilną tworzoną przez Softax w konkursie
- "Najlepszy w 2015 roku system / aplikacja / urządzenie IT do obsługi systemów kartowych w Polsce” – VIII Konferencji Central European Electronic Card w Warszawie. Nagroda dla produktu Banku Pekao SA za Kartę Wielowalutową MasterCard Debit FX (Advantica/IPS)[22]
- Rekomendacja Hit Roku 2015 dla Instytucji Finansowych (konkurs technologiczny Gazety Bankowej – za systemy płatnicze (Pekao SA) – Advantica HCE[23]
- Lider Informatyki Instytucji Finansowych 2014 dla VW Polska za system SFO[24]
- Hit Roku 2014 za aplikację PeoPay[25]